# Listă neagră
O listă neagră sau un index este o listă de persoane, de obiecte (sau chiar de acțiuni) pe care autoritățile le consideră că au o influență negativă asupra populației.
Cei trecuți pe listă sunt discriminați, sau cel puțin dezavantajați, în comparație cu cei care nu sunt trecuți pe listă.
Aceste liste pot fi în domeniul politic, social, literar sau al bunurilor de consum.

## Exemple de liste negre
- În Imperiul Roman, în timpul dictatorului Lucius Cornelius Sulla Felix, erau întocmite liste de proscripții
- Lista neagră întocmită în timpul acțiunilor de vânătoare de vrăjitoare
- Index librorum prohibitorum (Index de cărți interzise de Vatican)
- Lista autorilor interziși în timpul celui de al Treilea Reich
- Romanele care descriau lumea capitalistă în mod favorabil erau trecute de regimul Ceaușescu pe o listă neagră.
- Lista Robinson, care este o listă neagră în domeniul comunicațiilor, adreselor mail și IP, care erau în trecut discriminate ca spam
- Prefixele telefonice, se pot de asemenea din punct de vedere tehnic să fie trecute pe listă neagră
- Wikipedia la fel folosește așanumitul spam-links, în care în anumite cazuri blochează editarea articolului, aceste articole apar în blacklisting
- Din anul 2006 Comunitatea Europeană întocmește o listă neagră cu companiile aeriene care nu îndeplinesc condițiile de siguranță ale pasagerilor sau de protecție a mediului.
- În 1946, în România a fost întocmită o listă de publicații și autori interziși care cuprindea circa 2.000 de cărți. În anul 1948 a apărut o nouă listă, cu peste 8.000 de cărți interzise parțial sau total, în care figurau autori ca Vasile Alecsandri, Grigore Alexandrescu, Dimitrie Cantemir, George Coșbuc, Gheorghe Ionescu-Sisești, Petre Ispirescu, Panait Istrati, Mihail Kogălniceanu, Virgil Madgearu, Costache Negruzzi, Liviu Rebreanu, Victor Slăvescu, Henri H. Stahl, Victor Vâlcovici etc.).[1]

## Persoane trecute pe lista neagră
- Virginia Woolf și soțul ei Leonard Woolf urau și se temeau de fascismul anilor '30 cu antisemitismul său, știind că erau pe lista neagră.